# Liebmann-Aufzeichnung
Die sogenannte Liebmann-Aufzeichnung ist die stichpunktartige Zusammenfassung einer zweieinhalbstündigen Rede, die Adolf Hitler am 3. Februar 1933 vor den höchsten Vertretern der Reichswehr hielt. Dieselbe Rede fasst auch das unabhängig von der Liebmann-Aufzeichnung entstandene Mellenthin-Diktat und die Abschrift des kommunistischen Nachrichtendienstes zusammen.
Der Name der Aufzeichnung geht auf den Generalleutnant Curt Liebmann zurück, der über zahlreiche Befehlshaberbesprechungen „während der Besprechungen selbst bzw. unmittelbar danach“ Notizen anfertigte. Durch die Aufzeichnung vom 3. Februar 1933 wurden, ähnlich wie im Falle der Hoßbach-Niederschrift aus dem Jahr 1937, Äußerungen Hitlers überliefert, die „in erstaunlich ungeschminkter Weise […] seine weitgesteckten, ideologisch begründeten, politisch ungeheuerlichen und zugleich verbrecherischen Ziele“ offenbarten. Erstmals in seiner Funktion als Reichskanzler verkündete Hitler am 3. Februar 1933 sein Expansionsprogramm zur Gewinnung von so genanntem Lebensraum im Osten.
Der Inhalt von Hitlers Rede war bis zur Veröffentlichung der Liebmann-Aufzeichnung 1954 nicht öffentlich. Seitdem wurden Liebmanns Notizen in der zeithistorischen Forschung vielfach diskutiert. Dabei „galt das Interesse der Reaktion und dem Kalkül der beteiligten Generale; oder es ging um die Authentizität, die Motivationsstruktur Hitlers und die Wertung der Rede im Kontext seiner Politik“. Während letztere Frage bis heute umstritten ist, herrscht im ersteren Punkt weitgehende Einigkeit über die Bedeutung der Rede als Grundlage der Allianz zwischen Hitler und der Reichswehr-Führung um den neuernannten Reichswehrminister Werner von Blomberg und den Chef des Ministeramtes Walter von Reichenau.

## Rahmenbedingungen

### Vorgeschichte und Interessenlage
Nach der Ernennung Hitlers zum Reichskanzler am 30. Januar 1933 besuchte Hitler am folgenden Morgen überraschend einige Kasernen in Berlin und sprach dort ohne Wissen der Generalität vor den Soldaten „über den Geist des neuen Deutschland“. Da die Reichswehrführung darüber beunruhigt war, lud Kurt von Hammerstein-Equord, der Chef der Heeresleitung, Hitler für den 3. Februar zu einem Abendessen in seiner Privatwohnung ein, das wahrscheinlich anlässlich des 60. Geburtstages von Reichsaußenminister Konstantin von Neurath stattfand und zu dem auch die höheren Generäle eingeladen waren, die sich wegen einer Befehlshaberbesprechung am selben Tag in Berlin aufhielten.
Während der Befehlshaberbesprechung im Reichswehrministerium hatte der mit dem Kabinett Hitler neu ernannte Reichswehrminister Werner von Blomberg sich selbst und seine Anschauungen vorgestellt. Dabei hatte er die Kontinuität zur Politik seines Amtsvorgängers (und kurzzeitigen Reichskanzlers) Kurt von Schleicher betont, die er fortzuführen gedachte. Er gab an, die Reichswehr als überparteiliches Machtmittel erhalten zu wollen. Gleichzeitig solle sie auf die „Wehrhaftmachung“ des Volkes drängen, und schließlich zu einem machtvollen Instrument der Sicherheitspolitik gemacht werden.
Das am Abend folgende Treffen des neuen Reichskanzlers mit den militärischen Befehlshabern war für Hitler die Gelegenheit, die Stellung und Aufgaben der Reichswehr innerhalb des Staates festzulegen, um möglichen Diskussionen innerhalb der Streitkräfte zuvorzukommen. Auch konnte er die Reichswehrführung für sich gewinnen, indem er ihren Wünschen entgegenkam und ihre Befürchtungen zerstreute. Die Rede kann daher als Schritt zur Machtkonsolidierung gedeutet werden, der einer militärischen Opposition vorbeugen sollte.

### Abendveranstaltung und Überlieferungen
Das Abendessen fand in der Wohnung des Generals Kurt von Hammerstein-Equord statt. Neben den Heereskommandeuren der Gruppen und Wehrkreise, zu denen auch Liebmann für den Stuttgarter Wehrkreis V gehörte, waren auch die Befehlshaber der Marine um den Chef der Marineleitung, Admiral Erich Raeder, anwesend. Die Reichsregierung war außer durch Hitler und den Jubilar Konstantin von Neurath vertreten durch den Chef der Reichskanzlei Hans Heinrich Lammers sowie Blomberg und Reichenau aus dem Reichswehrministerium. Zusätzlich zu den 26 Amtsträgern nahmen am Abendessen „die Tochter von Blomberg, Frau von Hammerstein“ sowie eventuell deren zwei Töchter teil, die während Hitlers Rede jedoch nicht anwesend waren.
Hammersteins Adjutant Horst von Mellenthin erinnerte sich 1954 an den Abend: „Hammerstein stellte damals noch etwas ‚wohlwollend‘ von oben herab den ‚Herrn Reichskanzler‘ vor, die Generalsphalanx quittierte höflich kühl, Hitler machte überall bescheidene linkische Verbeugungen und blieb verlegen, bis er nach dem Essen die Gelegenheit zu einer längeren Rede am Tisch bekam“. Während der zweieinhalbstündigen Rede machten sich demnach Mellenthin und der Adjutant Raeders Martin Baltzer „hinter einem Vorhang sitzend“ Notizen, aus denen jeweils eigenständige Parallelüberlieferungen zur Liebmann-Aufzeichnung entstanden:
Das Mellenthin-Diktat entstand am nächsten Tag auf Grundlage von Stichworten, vernachlässigte jedoch Hitlers „Lebensraum“-Programm, das Mellenthin möglicherweise als Absicht zur Wiedererlangung von „Kolonien“ missdeutete. Daher galt die Aufmerksamkeit der Forschung vor allem der Liebmann-Aufzeichnung, das Mellenthin-Diktat wurde – obwohl länger bekannt – erst 1999 publiziert.
Dagegen gilt eine um die Jahrtausendwende neu entdeckte Überlieferung zu Hitlers Rede vor den Generälen als zuverlässige, „höchstwahrscheinlich die überhaupt zeitnächste Überlieferung der Hitler-Rede“. Es ist anzunehmen, dass Hammersteins Tochter Helga von Hammerstein-Equord, die seit 1930 Mitglied der KPD und unter dem Decknamen „Grete“ bis 1937 für den kommunistischen Nachrichtendienst tätig war, in den Tagen nach dem 3. Februar eine Abschrift der Notizen Baltzers anfertigte und sie weitergab. Am 6. Februar 1933 ging eine Abschrift von Hitlers Rede nach Moskau ab, wo sie am 14. Februar eintraf und im Moskauer Archiv der Komintern überliefert wurde, bis sie 2001 ediert und publiziert werden konnte. Diese Abschrift des kommunistischen Nachrichtendienstes bestätigte im Wesentlichen die Inhalte der Liebmann-Aufzeichnung, war jedoch etwa doppelt so umfangreich wie die Stichpunkte Liebmanns. Auf diesem Wege wurden Hitlers Äußerungen auch in der Sowjetunion rezipiert, unter Außenminister Maxim Litwinow führte die Einstufung von Hitlers Expansionsideologie als Gefahr zunächst zu Annäherungsbemühungen an Frankreich. Auch Josef Stalin soll von der Rede Kenntnis erhalten haben.

## Inhalte von Hitlers Rede
Liebmann teilte die Ausführungen Hitlers in vier Kategorien ein, die er mit „Im Innern“, „Nach Außen“, „Wirtschaft“ und „Aufbau der Wehrmacht“ überschrieb. Hitler schilderte seine mittleren und langfristigen Ziele. Als Eckpunkte nannte er die „Beseitigung des Krebsschadens der Demokratie“ sowie die „Ausrottung des Marxismus mit Stumpf und Stiel“. Dies diene dem Ziel des Aufbaus einer starken Wehrmacht, die eine notwendige Voraussetzung darstelle für die „Wiedererringung der politischen Macht“. Hitler sprach ebenfalls an, zu welchem Zweck diese Macht dienen sollte:

„Wie soll pol. Macht, wenn sie gewonnen ist, gebraucht werden? Jetzt noch nicht zu sagen. Vielleicht Erkämpfung neuer Export-Mögl., vielleicht – und wohl besser – Eroberung neuen Lebensraumes im Osten u. dessen rücksichtslose Germanisierung.“

In der Abschrift des kommunistischen Nachrichtendienstes lautet die entsprechende Passage zu Hitlers Lebensraumprogramm:

„Dann wird das Heer fähig sein eine aktive Aussenpolitik zu führen, und das Ziel der Ausweitung des Lebensraumes des deutschen Volkes wird auch mit bewaffneter Hand erreicht werden – Das Ziel würde wahrscheinlich der Osten sein. Doch eine Germanisierung der Bevölkerung des annektierten bezw. eroberten Landes ist nicht möglich. Man kann nur Boden germanisieren. Man muss wie Polen und Frankreich nach dem Kriege rücksichtslos einige Millionen Menschen ausweisen.“

Weiterhin versprach Hitler die „Stärkung des Wehrwillens mit allen Mitteln“, worum sich die NSDAP-Organisationen kümmern würden. Zu diesem Zweck fasse er auch die Wiedereinführung der Wehrpflicht ins Auge. Er versicherte den Offizieren, die Reichswehr nicht im Inneren des Staates einsetzen zu wollen. Damit beruhigte er die Reichswehrführung, die eine Konkurrenz durch die SA befürchtete. Die gesamte Aufrüstung der Wehrmacht müsse jedoch zunächst im Geheimen geschehen, da sonst die Gefahr bestünde, dass Frankreich oder dessen osteuropäische Verbündete (Polen und die Tschechoslowakei) das Deutsche Reich an der Aufrüstung hindern oder es sogar angreifen würden.

## Bewertung
Nach den Erinnerungen Liebmanns nahmen die Generäle den neuen Reichskanzler nicht allzu ernst: In Anlehnung an eine Zeile von Friedrich Schiller habe einer der Anwesenden Hitlers Ansprache mit „Stets war die Rede kecker als die Tat“ kommentiert, als dieser bereits wieder nach München aufgebrochen war. Der Präsident der Reichsbank Hjalmar Schacht gab in einem Gespräch nach dem Zweiten Weltkrieg an, dass es nie einer seiner Offiziersfreunde für nötig befunden hätte, ihn über diese Rede Hitlers zu unterrichten.
Diesem Herunterspielen der Bedeutung der Ansprache steht die fast einhellige Auffassung der Nachkriegsgeschichtswissenschaft entgegen, dass die Reichswehr sich seit seiner Ansprache auf Hitlers Pläne einließ, im Gegenzug gegen die Zusicherung ihrer „Überparteilichkeit“, der Aufrüstung und der Beschränkung der SA-Tätigkeit auf innere Gegner des Regimes. Diese Weichenstellung am 3. Februar 1933 sorgte besonders deshalb für Verwunderung in der Forschung, da die Rede keinen Widerspruch auslöste, obwohl Hitler durch die offene Bekanntgabe seiner „abenteuerliche[n], den Krieg bewusst einkalkulierende[n] ‚Lebensraum‘-Visionen“ jeden friedlichen Schleier abwarf und im Kreise der Generäle sein wahres Gesicht zeigte.
Der Historiker Michael Salewski beurteilte das Treffen vom 3. Februar 1933 im Jahr 1978 folgendermaßen:

„Entscheidend aber war, daß Hitler mit seiner Ansprache vom 3. Februar 1933 das von Blomberg behauptete Prinzip der „Überparteilichkeit“ bereits gebrochen hatte. Da die Spitzen der Wehrmacht keine grundsätzlichen Einwendungen erhoben, war von nun an davon auszugehen, daß sie Hitlers Programm prinzipiell billigten. Drei Tage hatten genügt, um die Reichswehr aus dem „apologetischen“ Raum in das Vorfeld eines Bündnisses mit Hitlers System zu führen. Es blieb die Frage, ob dieser Annäherungsprozess bis zur Komplizenschaft führen würde.“

Weiter umstritten ist jedoch, inwiefern Hitlers spätere Pläne in dieser Ansprache bereits entwickelt und von der Liebmann-Aufzeichnung dokumentiert sind. Die funktionalistische Deutung besagt, es handele sich lediglich um eine Werberede zur Sicherstellung von Hitlers Unterstützung durch die Reichswehr. Demnach sehen einige Forscher, darunter Ian Kershaw in der „Lebensraum“-Passage lediglich eine undeutliche Anspielung auf zukünftige Expansionspolitik. Die intentionalistische Deutung hingegen betrachtet die Liebmann-Aufzeichnung als programmatische Skizze, sogar als „Gesamtentwurf“ von Hitlers Politik. Auch Joachim Fest argumentierte, „Hitlers innerster, zentraler Gedanke“ der Eroberung von „Lebensraum“ habe diesen dazu gedrängt, „allen Selbstverheimlichungsbedürfnissen zum Trotz, [in den Befehlshabern] Mitwisser zu finden“.